# Олифант, Маргарет
Маргарет Олифант Уилсон Олифант (англ. Margaret Oliphant Wilson Oliphant; урождённая Маргарет Олифант Уилсон, англ. Margaret Oliphant Wilson; 4 апреля 1828 — 25 июня 1897) — шотландская писательница, работавшая в жанрах исторического романа и мистики. Большую часть своих произведений написала под псевдонимом Mrs. Oliphant — девичьей фамилии её матери.
Родилась в деревне Уэллифорд (англ. Wallyford), расположенной поблизости от Масселборо в Восточном Лотиане), в семье клерка Франсиса В. Уилсона и Маргарет Олифант. Детство маленькая Маргарет провела в деревне Лассуэд (англ. Lasswade, Мидлотиан), а также в Глазго и Ливерпуле. Склонность к писательству имела с детства, в 1849 году опубликовала свой первый роман о Свободной церкви Шотландии, которую поддерживали её родители, имевший успех. В 1851 году в Эдинбурге она, опубликовав перед этим второй роман, встретила известного издателя Уильяма Блэквуда, в известном издании которого, Blackwood’s Magazine, она работала большую часть своей жизни и для которого написала более 100 статей. В мае 1852 года она вышла замуж за своего двоюродного брата Фрэнка Олифанта в Биркенхеде и поселилась в Лондоне. Её муж был художником, работавшим в основном с витражами, но отличался очень слабым здоровьем; трое из шести их детей умерли во младенчестве, у самого Фрэнка были признаки туберкулёза. В январе 1859 года она отправилась с мужем во Флоренцию, где надеялась поправить его здоровье, а затем в Рим, где он умер. Оставшись практически без средств к существованию Маргарет Олифант вернулась в Англию и для содержания себя и оставшихся троих детей занялась литературной деятельностью.
Вскоре она стала известной и популярной писательницей, отличавшейся удивительной плодовитостью в деле написания произведений. Её личная жизнь, однако, была полна трагедий: в 1864 году её единственная дочь умерла в Риме и была похоронена в могиле отца, а её брат, эмигрировавший в Канаду, внезапно остался без средств к существованию, вследствие чего Маргарет предложила ему жить с ней и взяла на себя содержание его и его детей. В 1866 году она переехала в Виндзор, чтобы быть ближе к сыновьям, которые обучались в Итоне, и прожила там до конца жизни, продолжая активно заниматься литературной деятельностью. В том же 1866 году её троюродная сестра Анна Луиза Уолкер (англ. Annie Louisa Walker) стала жить вместе с ней и помогать ей по хозяйству. Жизнь обоих её сыновей не сложилась. Старший сын Сайрил Фрэнсис, написавший  книгу «Жизнь Альфреда Мюссе», умер в 1890 году. Младший — Фрэнсис, сотрудничавший вместе с матерью в журнале «Викторианский век английской литературы» (англ. Victorian Age of English Literature), сумел получить должность в Британском музее, но не был допущен к ней из-за вражды с врачом Эндрю Кларком, имевшим там влияние, и умер в 1894 году. После этого Маргарет потеряла всякий интерес к жизни, её здоровье стало ухудшаться, и спустя три года она умерла в Уимблдоне.
Её художественное наследие включает в себя более 120 произведений, среди которых есть романы, рассказы, путевые заметки, исторические очерки. Также она была автором ряда литературно-критических и литературоведческих работ.